# Bojongloa (Cisoka)
Bojongloa is een bestuurslaag in het regentschap Tangerang van de provincie Banten, Indonesië. Bojongloa telt 6260 inwoners (volkstelling 2010).